# Factor X (programa de televisión chileno)
Factor X Chile fue un programa de televisión chileno que está basado en el popular formato inglés The X Factor, que tiene sus propias versiones en otros países como en el Reino Unido, Australia y también próximamente en Estados Unidos, entre otros. Es la segunda versión de este formato realizada en Latinoamérica, pero la primera en cumplir los nuevos requerimientos de la franquicia en cuanto al nivel de producción. El programa es presentado por Julián Elfenbein, y representa al primer proyecto que tiene a su cargo en Televisión Nacional de Chile, tras su retorno a este canal a finales de 2010. El jurado está compuesto por Zeta Bosio, Karen Doggenweiler y Tito Beltrán, además de invitados en la etapa de audiciones y talleres como Nydia Caro.
La primera temporada del programa debutó por el canal TVN con dos ediciones semanales, los días jueves y domingo, partiendo por el 3 de marzo de 2011, transmitido en formato de alta definición por TVN HD. El horario de transmisión de los días jueves es a las 23:00 que es la franja de horario central, tras la emisión diaria de la teleserie 40 y tantos durante las dos primeras semanas de marzo y tras el drama y suspenso El laberinto de Alicia desde la tercera semana del mes marzo en adelante, el día domingo va a las 22:30, tras la emisión del noticiero 24 horas central. A partir del día 21 de marzo, el programa cambia de los días domingos a los días lunes a las 23:00
El ganador de la primera temporada tendrá un contrato musical con el sello discográfico Sony Music. La segunda temporada del programa fue confirmada y debutó en marzo del año 2012. Durante la segunda temporada hubo un cambio de formato acorde a licencia adquirida de The X Factor, el cual la categoría de los menores de 25 se dividió en Chicas y Chicos, para este cambio se integró un nuevo jurado quien está en la audiciones y en las galas en vivo. Debido a la salida de Zeta Bosio de “Factor X” se confirmó al cantante venezolano José Luis Rodríguez "El Puma" y a la cantante chilena Mon Laferte para acompañar al Tenor Tito Beltrán y a la animadora Karen Doggenweiler.

## Formato
El formato utilizado está basado en la idea original de Simon Cowell, pero en la versión chilena del programa consta de tres jurados conocedores del ambiente musical y artístico, quienes además realizan el entrenamiento de los participantes junto a artistas invitados. Este grupo de jueces elegirán en conjunto con el voto popular a un ganador, el cual puede corresponder a cantantes menores de 25 años, mayores de 25 años o grupos. El ganador conseguirá un contrato con un sello discográfico para grabar y producir su álbum debut, además de la obtención de un premio en dinero. Durante la segunda Temporada y de acuerdo al formato original se dividirá la categoría de los menores de 25 a chicos y chicas, lo cual constara con un cuarto jurado, quien también estará presente en las galas en vivo.
Estos son los cinco escenarios de la competencia de Factor X:
- Escenario 1: Audición para los productores (en esta audición se decide quien canta en frente de los jueces)
- Escenario 2: Audición para los jueces
- Escenario 3: Talleres
- Escenario 4: Casa de los jueces
- Escenario 5: Presentaciones en vivo (finales)

## Resumen
Temporada 1
     14—24 años
     Mayores de 25 años
     Grupos
Temporada 2
     Chicas
     Chicos
     Mayores de 25 años
     Grupos
| Temp. | Inicio             | Fin                 | Ganador                 | Segundo           | Tercero           | Mentor ganador                | Presentador      | Jurado                                                                    | Jueces invitados |
| ----- | ------------------ | ------------------- | ----------------------- | ----------------- | ----------------- | ----------------------------- | ---------------- | ------------------------------------------------------------------------- | ---------------- |
| 1     | 3 de marzo de 2011 | 9 de mayo de 2011   | Sergio Jarlaz           | Stanley Weissohn  | Madriela Marchant | Tito Beltrán                  | Julián Elfenbein | Tito Beltrán Zeta Bosio Karen Doggenweiler                                | Nydia Caro       |
| 2     | 7 de marzo de 2012 | 15 de junio de 2012 | Juan Gabriel Valenzuela | Francisca Barrera | Grey Cerro        | José Luis Rodríguez "El Puma" | Julián Elfenbein | Tito Beltrán Karen Doggenweiler Mon Laferte José Luis Rodríguez "El Puma" | -                |

## Desarrollo

### Producción
Desde el mes de agosto de 2010 que el grupo de producción de Promofilm liderado por Sebastián Raponi y Alicia de las Casas estaba trabajando en el proyecto, en paralelo a la realización del programa de conversación A/Z, en ese instante aún no se daba a conocer a los medios de prensa de que trataría, sin embargo en un inicio se tenía pensado que estuviera a cargo en la conducción por Rafael Araneda, no obstante este posteriormente emigró a Chilevisión. Raponi y De las Casas, son reconocidos por su trabajo en la realización de exitosos proyectos en Canal 13 como La Granja VIP y Hit, la fiebre del karaoke, entre otros estelares de esa televisora.
El 21 de noviembre de 2010, se confirmó la realización por primera vez del formato en Chile, por parte de Televisión Nacional de Chile, canal que ya anteriormente ha trabajado con licencias inglesas como Dancing with the Stars, trabajos por el cual ha sido reconocido su profesionalismo en respetar en su totalidad el formato.
El programa marca el inicio de la nueva programación del canal estatal para la temporada 2011, además que tiene como presentador a Julián Elfenbein el cual se re-integra a TVN, dejando a Chilevisión y programas tan exitosos como Fiebre de baile y Talento chileno, este último también de licencia inglesa, y el cual además consolidó esta área de talentos anónimos en la televisión actual, animando a los ejecutivos de TVN a adquirir la licencia de Factor X, tras el éxito de audiencia en el canal privado. Julián Elfenbein se integró en enero al canal y se involucrará de inmediato en el trabajo de producción que estará a cargo del equipo del productor ejecutivo, Sebastián Raponi. El 10 de diciembre de 2010 debutó en televisión el primer spot promocional del programa, mientras que el 15 del mismo mes, se presentó el programa durante el evento de lanzamiento de la parrilla programática de TVN para el año 2011. Factor X Chile debutará en el mes de marzo de 2011 y existe una competencia por la audiencia en el horario estelar con el programa Talento chileno que transmite Chilevisión, el cual estrenará su segunda temporada en el mismo semestre de ese año, sin embargo por ser ambas producciones de FremantleMedia no pueden ser emitidas durante la misma temporada, de acuerdo al contrato de adquisición de licencias, por lo cual la producción de CHV debutaría en las pantalla chilenas durante mayo de 2011. Sheila Aguirre, ejecutiva de FremantleMedia le dijo a El Mercurio que productores de la versión original del Reino Unido The X Factor visitarán periódicamente Chile para certificar que la versión del programa se realice rigiendo los parámetros establecidos por la licencia, además de estar presentes durante las audiciones del mes de enero.
Durante la última semana de noviembre de 2010, Chris O'Dell ejecutivo de la productora FremantleMedia se reunió con el equipo encabezado por Sebastián Raponi para comenzar a trabajar en la preproducción del espacio, siendo la prioridad hasta diciembre de 2010 encontrar al grupo de jueces que cumplirá una función de evaluar y orientar a los mismos participantes, por lo que deben entender de música y el mercado, los tres miembros del jurado serán revelados durante las primeras semanas de enero de 2011.

La puesta en escena de "Factor X" será increíble. Nunca antes vista en Chile. Vamos a hacer la puesta en escena de la versión 7, que es la última versión inglesa que acaba de terminar... es espectacular. Vamos a tener tres jurados y un cuarto invitado en los capítulos de audiciones, que pueden ser figuras internacionales o sorpresas.
Julián Elfenbein, La Estrella de Concepción

El día 5 de enero en la ciudad de Concepción, encabezada por el conductor del espacio Julián Elfenbein, fue la primera aparición pública de Elfenbein como rostro oficial de Televisión Nacional de Chile. En dicha actividad se promocionó la primera fecha de audiciones en esa ciudad, la que se realizó el 12 de enero de 2011. Elfenbein hizo una aparición en el programa Animal nocturno el día 6 de enero, para promocionar el programa.
Hasta el día 9 de enero de 2011, la página web del programa registraba más de cuatro mil inscritos. La producción en esa misma fecha inició las conversaciones con sellos discográficos para el fichaje de los artistas invitados que estarán durante las presentaciones finales, entre ellos habría estado confirmado el colombiano Juanes. El integrante del jurado Tito Beltrán apareció en el programa Animal nocturno, conducido por la también juez del programa Karen Doggenweiler, para hablar y promocionar Factor X. En la semana del 14 de febrero debutó en televisión el segundo spot de televisión promocional, en donde se incluyeron algunas imágenes del proceso de casting e imágenes en calidad cine; el video promocional fue dirigido por el director uruguayo Mario Bazzi; y en esa misma semana se grabaron los promocionales con los miembros del jurado en la ciudad de Santiago, el cual fue estrenado el 25 de febrero. El 1 de marzo de 2011, se realizó el lanzamiento del programa para los medios de prensa en el Hotel W en Santiago, en donde se dieron a conocer los días de transmisión, que en un inicio fueron los jueves y domingos.
La escenografía de las Galas cuenta con tres pantallas e iluminación con tecnología LED en varias partes de la escenografía. El estudio tiene capacidad para un público de 350 personas y las presentaciones son acompañadas por un cuerpo de baile a cargo de Julio Zúñiga, el mismo coreógrafo que tuvo el programa Locos por el baile. En manos de Jimmy Frazier está la producción musical. Karen se viste con ayuda de Sarika Rodrik y Tito Beltrán lo hace de la mano de Hugo Boss y Julián Elfenbein, como siempre, de Paco Rabanne.

### Jurado
El jurado estará compuesto por tres integrantes estables durante las presentaciones finales y cuatro durante las audiciones, en esa instancia serán los tres jueces permanentes más un invitado especial que será diferente para cada ciudad en donde se harán los casting masivos. El día 1 de diciembre de 2010, se especuló en los medios de prensa la posible participación de Ítalo Passalacqua, destacado crítico de música, cine y televisión, además de ser reconocido por sus comentarios en cada edición del Festival de Viña del Mar, sin embargo su negociación no llegó a puerto. Otra negociación que se reveló durante diciembre de 2010, fue la participación de Jordi Castell en el panel de jueces, pero tampoco se concretó su paso a Televisión Nacional de Chile. Finalmente la producción del programa definió a los jueces del programa durante la semana del 10 de enero de 2011, además Elfenbein confirmó que el equipo de producción del programa mantuvo conversaciones con Francisca García-Huidobro para que participara como juez, sin embargo ella se encuentra con contrato vigente con Chilevisión.
El día 9 de enero de 2011, se confirmó el primer jurado, el cual corresponde al exmiembro de la banda argentina Soda Stereo, Zeta Bosio, quien actualmente se dedica a su carrera como DJ y productor musical de bandas emergentes. Durante la negociación con el músico, Bosio se mostró muy entusiasta con el proyecto. La cantante y actriz puertorriqueña Nydia Caro participó como juez invitada en la etapa de audiciones de la primera temporada. Caro comentó sobre su rol de jurado: «No solamente estamos buscando una gran voz, sino una gran artista. Por eso, para mí es fundamental encontrar cantantes que sepan proyectar en el escenario emociones y, sobre todo, provocarlas en el público». Se suman a Bosio para jurado estable la presentadora de televisión Karen Doggenweiler y el tenor chileno-sueco Tito Beltrán.

### Categorías
En cada temporada, a cada juez se le adjudica una categoría para ser mentor y elegir sus tres concursantes para poder desarrollarse y presentarse en las galas en vivo. Este cuadro muestra, cada temporada con los jueces y las diferentes categorías, además de los actos que ellos llevaron a las galas en vivo. A partir de la segunda temporada hubo cambio de categorías y de número de participantes de 12 a 16. En primera instancia cada juez escogió a 3 cantantes por categoría y en la sexta semana cada jurado debió seleccionar un cantante adicional para ingresar al sistema de repechaje. Entre ellos, solo un participante, a través de votación popular, ingresaría a la competencia.
     – Juez/Categoría ganadora. Ganador y concursantes eliminados.
| Temporada | Tito Beltrán                                                                  | Zeta Bosio                                                             | Karen Doggenweiler                                 | N/A                                                                            |
| --------- | ----------------------------------------------------------------------------- | ---------------------------------------------------------------------- | -------------------------------------------------- | ------------------------------------------------------------------------------ |
| 1         | Mayores de 25 Sergio Jarlaz Madriela Marchant Héctor Núñez María Paz Duarte   | 14—24 años Stanley Weissohn Paolo Ramírez Tania Giordano Jenifer López | Grupos MB & J Dulce Tabú Agnus Aduana              | N/A                                                                            |
| Temporada | Tito Beltrán                                                                  | Karen Doggenweiler                                                     | Mon Laferte                                        | José Luis Rodríguez "El Puma"                                                  |
| 2         | Mayores de 25 Francisca Barrera Loreto Canales Katherine Vargas Timothy Jones | Chicas Grey Cerro Licetty Alfaro Valentina Marinkovic Pelussa Eder     | Grupos Dos segundos Pacto Latino Vero & Vivi Divas | Chicos Juan Gabriel Valenzuela Daniel Parraguez Alejandro Zapata Nicolás Durán |

### Talleres (Bootcamp)
La etapa de talleres corresponde a la segunda fase del programa que es transmitida en dos capítulos En estos capítulos se reúnen en Santiago a todos las personas clasificadas en la etapa de audiciones para enfrentarse a una serie de pruebas dentro de los talleres y se trabaja en preparar una canción en particular y una coreografía Es aquí donde también se les presenta a los concursantes el equipo de trabajo, compuesto por el coreógrafo, vocal entrenador y productor musical, trabajando divididos en sus respectivas categorías.

### Casa de los jueces
Posteriormente llegan dos emisiones que se denominan "Casa de los jueces", momento en que los participantes van a cantar en una casa, donde los van a recibir cada miembro del jurado que ya tiene asignada esa categoría. Es en ese instante donde se enteran de que juez va a ser su defensor y va a trabajar con ellos como mentor, agregando que cada uno invita a la presentación a otro famoso, es decir, a un invitado especial que lo ayuda a tomar la decisión y ahí audicionan por última vez y de los ocho de cada categoría quedan solo cuatro. En total quedan 12 seleccionados, quienes serán parte de las galas en vivo del espacio.

## Primera temporada
Artículo principal: Primera temporada
En enero de 2011 se inició el proceso de audiciones masivas en busca de los concursantes, proceso de casting que se realizó en Santiago y regiones, partiendo por Concepción que se conoce como "La capital del rock chileno" y cuna de muchos artistas nacionales, y La Serena, ciudad que durante el verano agrupa a grandes aglomeraciones de personas. Esta instancia de casting se inició formalmente con la liberación de la ficha de inscripción en la página web oficial del programa, estrenada el 10 de diciembre de 2010, donde se dieron a conocer las cuatro categorías de los participantes, quienes corresponden a menores de 25 años, mayores de 25 años y grupos. El límite de edad mínimo para formar parte del programa es de 14 años, además de que los grupos no puede ser de más de seis integrantes.
El ganador fue Sergio Járlaz quien a fines de 2011 lanzó el álbum homónimo bajo el sello Sony Music.

## Segunda temporada
Artículo principal: Segunda temporada
La segunda temporada del programa Factor X debutó el 7 de marzo de 2012 y el primer llamado a casting fue realizado para la segunda mitad de noviembre de 2011 en diferentes ciudades de Chile, partiendo por Santiago el día 23 de noviembre de 2011.

### Antecedentes
Durante el mes de mayo de 2011, tras haber finalizado la primera temporada, Televisión Nacional de Chile confirmó estar preparando la segunda temporada del programa para 2012. El primer spot publicitario salió por las pantallas de TVN el día 6 de noviembre de 2011 promocionando los casting masivos.
Julián Elfenbein fue confirmado en septiembre de 2011 nuevamente como presentador del programa en esta temporada. En cuanto a los jurados, aún no se han confirmado los nombres, o si los jueces de la primera temporada retornaran, sin embargo la producción confirmó que para esta temporada habrá 4 jueces en todo el desarrollo del programa a diferencia de la temporada anterior que había 4 jueces solo en la etapa de audiciones y 3 en las galas en vivo. Sumado a esto Lucho Rolls, director del programa confirmó que durante el mes de noviembre de 2011 ya se ha estado en conversaciones con diferentes artistas y personalidades a nivel nacional e internacional para incorporarlos como jueces.

### Jueces
El 23 de noviembre se confirmó la participación de Tito Beltrán y Karen Doggenweiler como parte del jurado, siendo los únicos que regresan de la primera temporada para tomar este rol, El músico argentino y ex Soda Stereo, Zeta Bosio no estará presente esta temporada. Es así como se espera la incorporación de dos nuevos jurados que serán confirmados en las próximas semanas. La cantante mexicana Yuri fue contactada para formar parte del jurado, pero no pudo concretar por problemas de fechas. El 7 de diciembre de 2011 se confirmó la presencia de José Luis Rodríguez "El Puma" y Mon Laferte en el panel de jurados.

### Proceso de selección

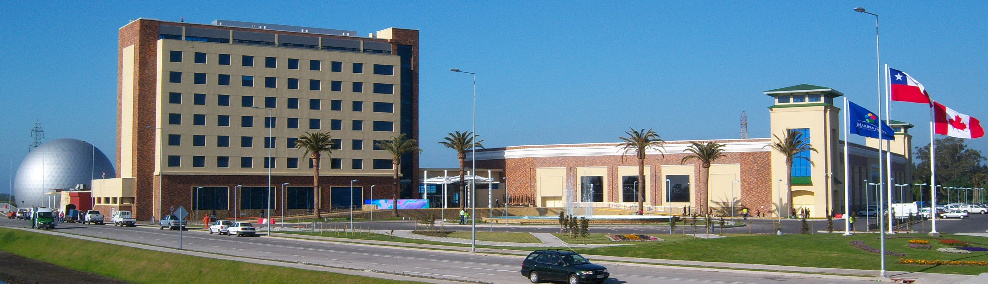
Teatro Marina del Sol sede de las audiciones en la ciudad de Concepción.

Los requisitos son los mismos de la primera temporada, presentarse con la cédula de identidad, dos pistas de 2 minutos de duración cada una, además de opcionalmente llevar una fotografía, las personas deben tener más de 14 años, además de que también se reciben dúos, tríos y grupos de no más de seis personas. El primer llamado a audiciones fue hecho para la ciudad de Santiago en el Mall Florida Center el día 23 de noviembre de 2011. El resto de las audiciones se harán en las ciudades de Concecpción y Viña del Mar. En este primer casting llegaron casi 8 mil personas, superando las 5 mil reunidas en el casting de Santiago en la temporada pasada, el casting se extendió hasta las 18:00 recibiendo personas. La convocatoria lograda en Santiago de Chile fue catalogada por Televisión Nacional de Chile como uno de los casting más masivos que se han realizado en el país. En Santiago destacó la presencia de Sergio Járlaz ganador de la primera temporada que se presentó en el lugar para animar a los aspirantes al programa. Las próximas paradas de los casting masivos son el 6 de diciembre en Concepción y el 13 de diciembre en Viña del Mar. Además se realizaron pre-casting en otras ciudades del país como es el caso de Punta Arenas, en donde un equipo del programa estuvo seleccionando personas que luego participaron en el casting a realizarse en las otras dos audiciones restantes de Concepción y Viña del Mar.
El 8 y 9 de diciembre, se realizara la grabación de las audiciones en Concepción frente al grupo de jurados compuesto por Tito Beltrán, Karen Doggenweiler, José Luis Rodríguez "El Puma" y Mon Laferte, los cuales se trasladaron a esa ciudad el día 7 de diciembre de 2011.
Fecha de los pre-cástines
| Ciudad       | Etapa       | Fecha           | Lugar                     |
| ------------ | ----------- | --------------- | ------------------------- |
| Punta Arenas | Pre-casting | 30 de noviembre | Hotel Casino Dreams       |
| Puerto Varas | Pre-casting | 1 de diciembre  | Hotel Solace Puerto Varas |
| Antofagasta  | Pre-casting | —               | —                         |

Fecha de los casting masivos y audiciones
| Ciudad       | Etapa                   | Fecha                    | Lugar                       |
| ------------ | ----------------------- | ------------------------ | --------------------------- |
| Santiago     | Casting                 | 23 de noviembre          | Mall Florida Center         |
| Santiago     | Audición para el jurado | 19, 20 y 21 de diciembre | Dependencias de TVN         |
| Concepción   | Casting                 | 6 de diciembre           | Centro de Eventos Suractivo |
| Concepción   | Audición para el jurado | 8 y 9 de diciembre       | Teatro Marina del Sol       |
| Viña del Mar | Casting                 | 13 de diciembre          | Polideportivo Regional      |
| Viña del Mar | Audición para el jurado | 19, 20 y 21 de diciembre | Dependencias de TVN         |

## Publicidad
El patrocinador oficial del programa es Entel, el cual entregaría ganancias mensuales por 96 millones de pesos, por las ocho ediciones del programa en treinta días. Sin contar los avisos publicitarios extras durante la semana, más publicación de spots en internet.

## Controversias
Primera Temporada
- Durante el último capítulo de Audiciones apareció un joven llamado Rodrigo Aguilera, quien se presentó como uno de los sobrevivientes de la Tragedia de Antuco, en la que fallecieron 45 miembros de un batallón del Ejército de Chile. Durante su actuación, la palabra "Antuco" llegó a ser trending topic en Twitter, debido al fuerte cuestionamiento por parte de los usuarios de esa red social, aludiendo a que el joven no iba en la marcha de aquel fatal día de 2005.[52] El viernes 18 de marzo, los verdaderos sobrevivientes de la tragedia manifestaron estar descontentos con el actuar de Aguilera, al intentar generar lástima por su historia que no es real. Es así como Oscar Jélvez, vocero de la agrupación de sobrevivientes de la tragedia, exigió por medio de Radio Bío-Bío que Aguilera se retractara públicamente y admitiera que no fue parte del grupo que salvó de morir, y además afirmó que no es la primera vez que se presenta en televisión contando la supuesta historia, ya que anteriormente lo había hecho en el programa Rojo. A esto se suma una posible demanda judicial por sus dichos, de tal modo que aclare su participación en el fatídico evento, en el que Aguilera realmente marchó, pero en el trayecto del día anterior y no como parte del grupo accidentado.[53] Finalmente, Rodrigo Aguilera confirmó en una entrevista en el programa Calle 7 que él estuvo en la marcha del día anterior a la tragedia y no fue un sobreviviente tal.[54]

- En el mismo último episodio se mostró la audición de Carolina Marina, la cual semanas antes había sido la ganadora del primer día del programa de la competencia Mi Nombre Es... de Canal 13 como doble de Alicia Keys. Tras su audición en Factor X clasificó a los Talleres, sin embargo al estar participando en el otro programa, se vio imposibilitada de estar en ambos concursos, optando por participar en el estelar de Canal 13.

- Durante el momento de eliminación entre Dulce Tabú y Jeniffer López, esta última reveló los malos tratos que sufría por parte de la agrupación femenina durante los ensayos. Finalmente López terminó por ser la perdedora de ese duelo, criticando además la resolución del jurado, sobre todo la decisión de Tito Beltrán.[55]

Segunda Temporada

## Otros datos
- El programa no es emitido por TV Chile debido a que una de las cláusulas del contrato entre TVN y la productora establece que la licencia es sólo para exhibir el programa en territorio nacional.